# Егоренков, Иван Иванович
Иван Иванович Егоренков — советский хозяйственный и политический деятель.

## Биография
Родился в 1906 году в деревне Жевлатово. Член КПСС с 1928 года.
В 1922—1929 гг. — военнослужащий, офицер РККА.
Окончил Ленинградский кораблестроительный институт.
В 1929—1938 — инженерный, руководящий и партийный работник в судостроительной промышленности Ленинграда.
В 1938—1945 гг. — первый секретарь Володарского районного комитета ВКП(б) города Ленинграда.
В 1945—1946 гг. — заведующий отделом судостроительной промышленности Ленинградского горкома ВКП(б).
В 1946—1950 гг. — директор завода «Большевик».
Репрессирован по Ленинградскому делу, реабилитирован.
Делегат XVIII съезда и XVIII конференции ВКП(б).
Умер в 1961 году в Ленинграде.

## Награды
- Орден Отечественной войны I степени
- Орден Трудового Красного Знамени (дважды)
- Орден Красной Звезды